# Terre-argile
 (juin 2012).
Terre-argile est une expression qui désigne la terre argileuse dans ses diverses utilisations.

## Historique de l'émergence du terme

### Sur le terrain
La nécessité du terme serait apparue à la suite de conversations et conférences sur la construction en terre-argile crue. En effet, lorsqu’un locuteur parle de maison en argile, de construction en terre par exemple, une proportion importante des auditeurs sont mis sur de « fausses pistes ». Avec le terme « argile » la matière évoquée est celle des sculpteurs ou des potiers, matière qui ne ressemble que de façon lointaine au composé gravier-sable-limon-argile utilisé par les bâtisseurs. Lorsque le terme « terre » est employé, la représentation première est celle de la terre arable et chez des personnes qui habitent, ou ont habité, dans une maison en terre crue, c'est le terme le plus employé.

### Association des termes «terre» et «argile»
En français le mot terre est largement plus employé que le mot argile lorsqu’il est associé aux termes « architecture », « construction » ou « maison ».
On remarque que, traditionnellement, les sculpteurs et potiers ont eu le même type de problème et emploient le mot composé « terre glaise ». Voltaire, dans son dictionnaire philosophique, distingue bien la terre glaise du sculpteur ou du potier en la décrivant comme « tenace et visqueuse », alors que la terre-argile du maçon doit comporter du sable afin d'éviter des problèmes.
Une idée intermédiaire a été d’utiliser l’acronyme CANEC pour Composite Argileux Naturel Employé Cru. Le terme conviendrait pour des écrits techniques.

## Utilisations de la terre-argile

### Construction en terre-argile crue
Les premières « maisons en dur » de l’humanité étaient des cavernes naturelles creusées par l’eau et le vent dans des falaises de roche, de composite sableux ou la terre-argile.
Lorsqu’une caverne n’était pas assez profonde, nos ancêtres, procédant par imitation/mimésis, ont tenté de construire des « avancées de caverne » en utilisant le matériau disponible sur place, par exemple la terre-argile. La technique la plus simple consistait à réaliser des boules de terre-argile humidifiée que l’on empile en les tassant.
La forme naturelle d’une grotte était souvent celle de la voûte nubienne et les hommes se sont mis à imiter cette forme.
En parallèle se sont développées les huttes à base de branchages qui présentent souvent aussi la forme nubienne.
Depuis quelques décennies, on assiste à la redécouverte de l'argile comme matériau de construction: pure ou armée (évitant le grillage métallique créant une cage de Faraday), l'argile permet un habitat économique (briques d'argile crue fabriquées sur place avec une presse rudimentaire), écologique (matériau local, séchage au soleil), et d'excellente qualité (inertie thermique, santé). De nombreux architectes s'y intéressent dans tous les pays, en particulier dans les pays méditerranéens (Maghreb) et africains, ils ne font que redécouvrir une réalité millénaire: l'argile crue est sans doute aujourd'hui encore le matériau de construction le plus utilisé au monde!
En illustration : une case-obus de l'ethnie Musgum, remarquable pour la finesse de ses parois (5 à 10 cm) comparée à la hauteur de la construction, parfois de plus de 5 mètres.

### Usages thérapeutiques de la terre-argile crue
L'argile a été utilisée, par voie externe et interne, autant par les hommes que les animaux, pour guérir leurs maux et même se nourrir.
Les animaux prennent des bains de boue d’argile pour protéger leur peau des parasites. 
Mentionnons ses vertus bactéricide, antiseptique, anti-inflammatoire, cicatrisante, sédative, anti-contracturante, anti-œdémateuse, hémostatique, décontracturante et régénératrice (cf. terre sigillée).
Même si la puissance de l'argile peut varier selon son origine, aucun auteur ne mentionne sa couleur comme critère d'efficacité ou indication particulière. Chaque grande famille d'argiles -illites, smectites, etc., comprend des argiles de différentes couleurs.
On trouve de l'argile dans les pharmacies, parapharmacies et magasins spécialisés, pure ou intégrée à toutes sortes de produits prêts à l'emploi : cataplasmes, pâtes dentifrices, masques de beauté, pansements gastriques ou cutanés...